# Haus Oscar Stephany

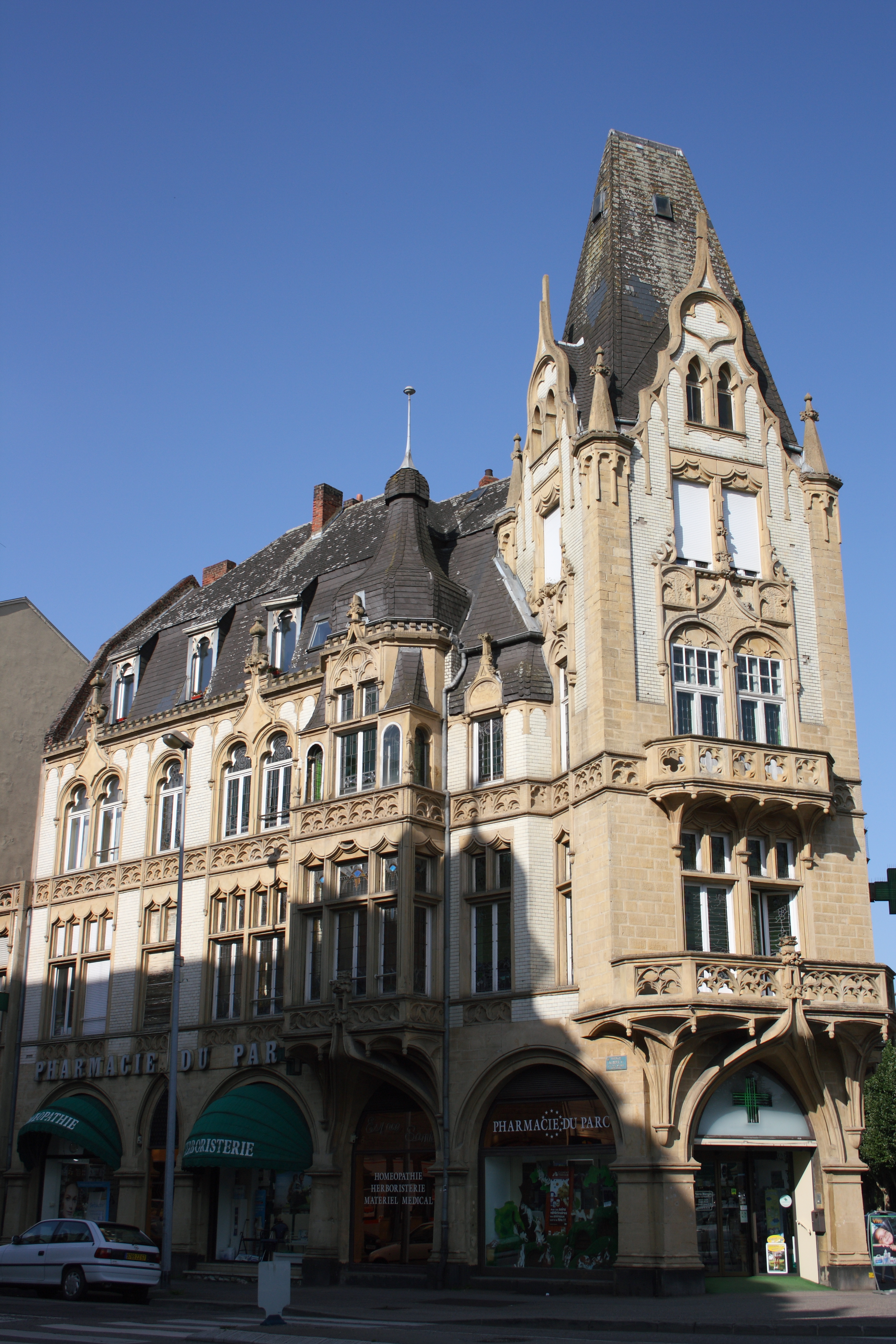
Haus Oscar Stephany in Thionville

Das Haus Oscar Stephany in Thionville, einer Stadt im französischen Département Moselle in der Region Grand Est, ist ein 1904 erbautes Wohn- und Geschäftshaus. Es steht auf einem spitzwinkligen Eckgrundstück an der Kreuzung der Avenue Albert 1er und der Avenue Général de Gaulle. Das Haus wurde in das Inventaire général du patrimoine culturel aufgenommen. 

## Geschichte
Im Jahr 1904 ließ der Notar Oscar Stephany dieses weithin sichtbare, große Haus nach den Plänen des Architekten Karl Griebel im neogotischen Stil erbauen. Es befindet sich an markanter Stelle der als Quartier allemand (deutsches Viertel) bezeichneten Stadterweiterung, die um 1900 entstand. Damals gehörte Lothringen zum Deutschen Reich. 1907 wurde ein niedrigerer Anbau an der Avenue Albert 1er vollendet. 

## Architektur
Das Haus mit großen Rundbogenfenstern im Erdgeschoss wurde aus heimischem Stein, dem Pierre de Jaumont, gebaut, der an den Hausecken als Haustein Verwendung findet und in den Gesimsen, Balkonen und Fenstereinfassungen in neugotischem Stil skulptiert ist. Die schmale Eckfront wird von einem hoch aufschießenden Dach überragt und von Blendgiebeln verziert. 
Dieses Wohn- und Geschäftshaus ist eines der wenigen Häuser der wilhelminischen Zeit in Thionville, das seine innere Ausgestaltung bewahrt hat. Dazu gehört die Eingangshalle mit Gewölbe, das Treppenhaus mit einem kunstvollen schmiedeeisernen Geländer und die Bleiglasfenster des Treppenhauses und der Eingangsfronten zu den Wohnungen. Ebenso sind noch die meisten Wohnungsfenster, Bleiglasfenster mit floralen Ornamenten, der Straßenseiten ursprünglich erhalten.

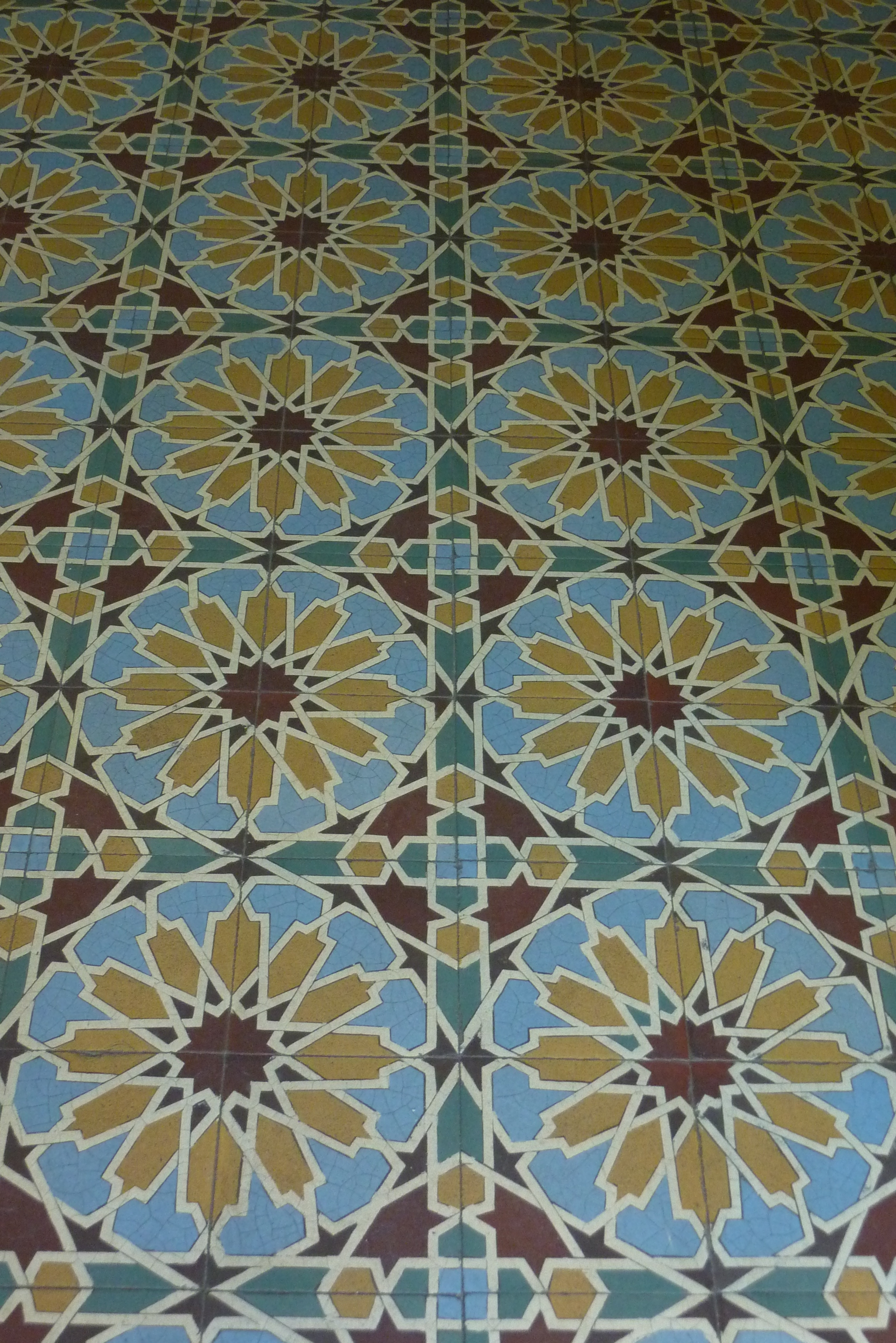
Bodenfliesen der Eingangshalle
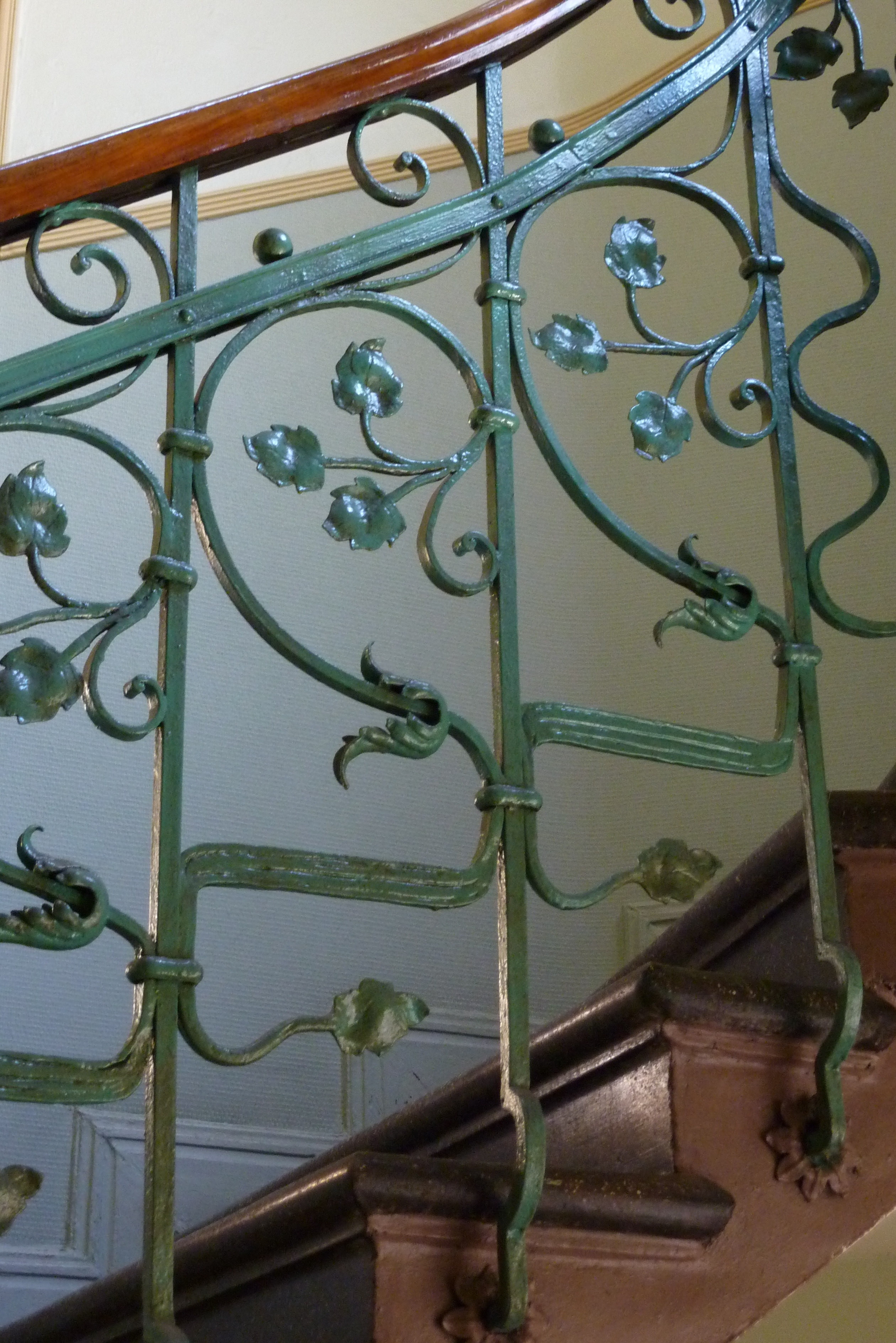
Geländer des Treppenhauses
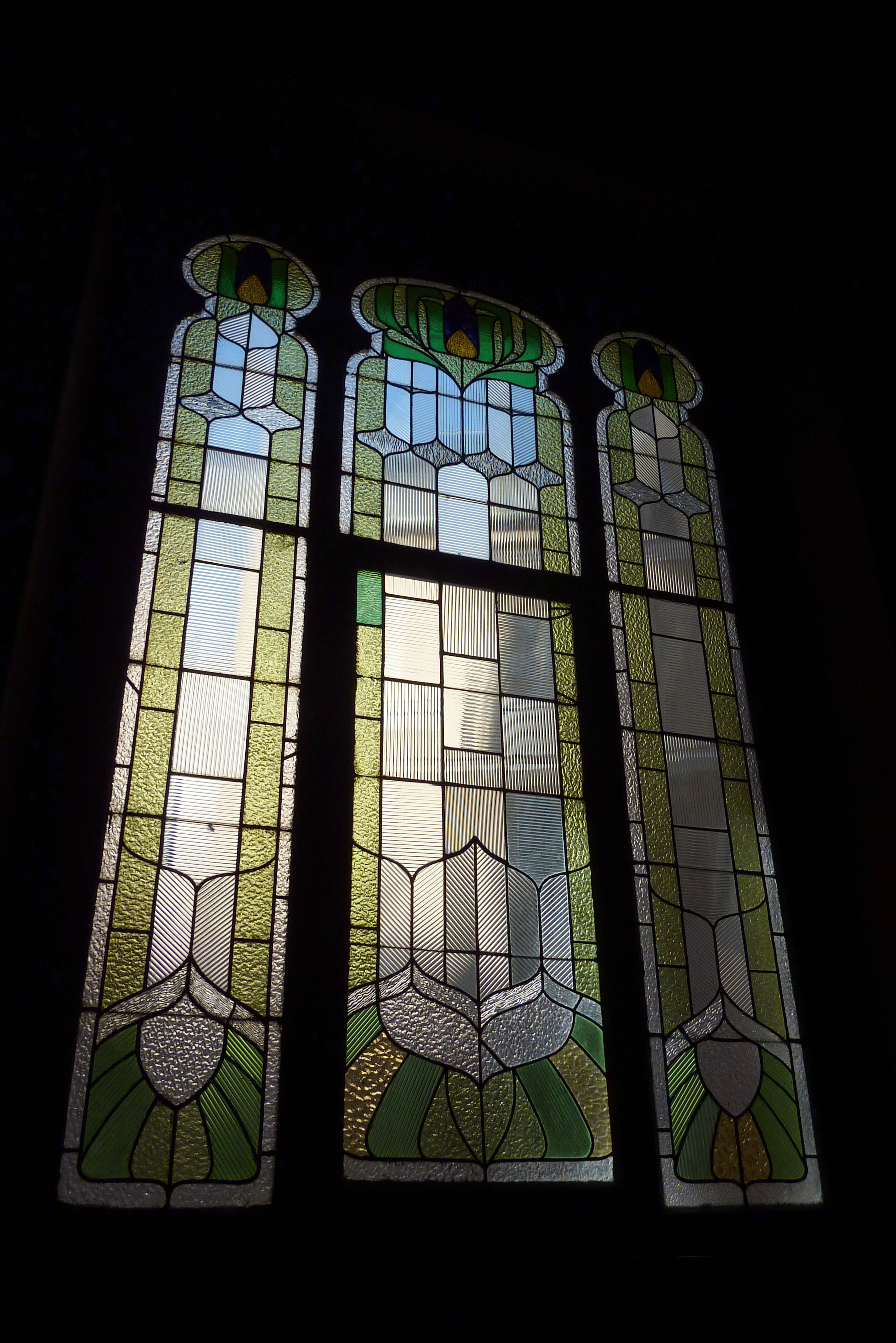
Fenster des Treppenhauses
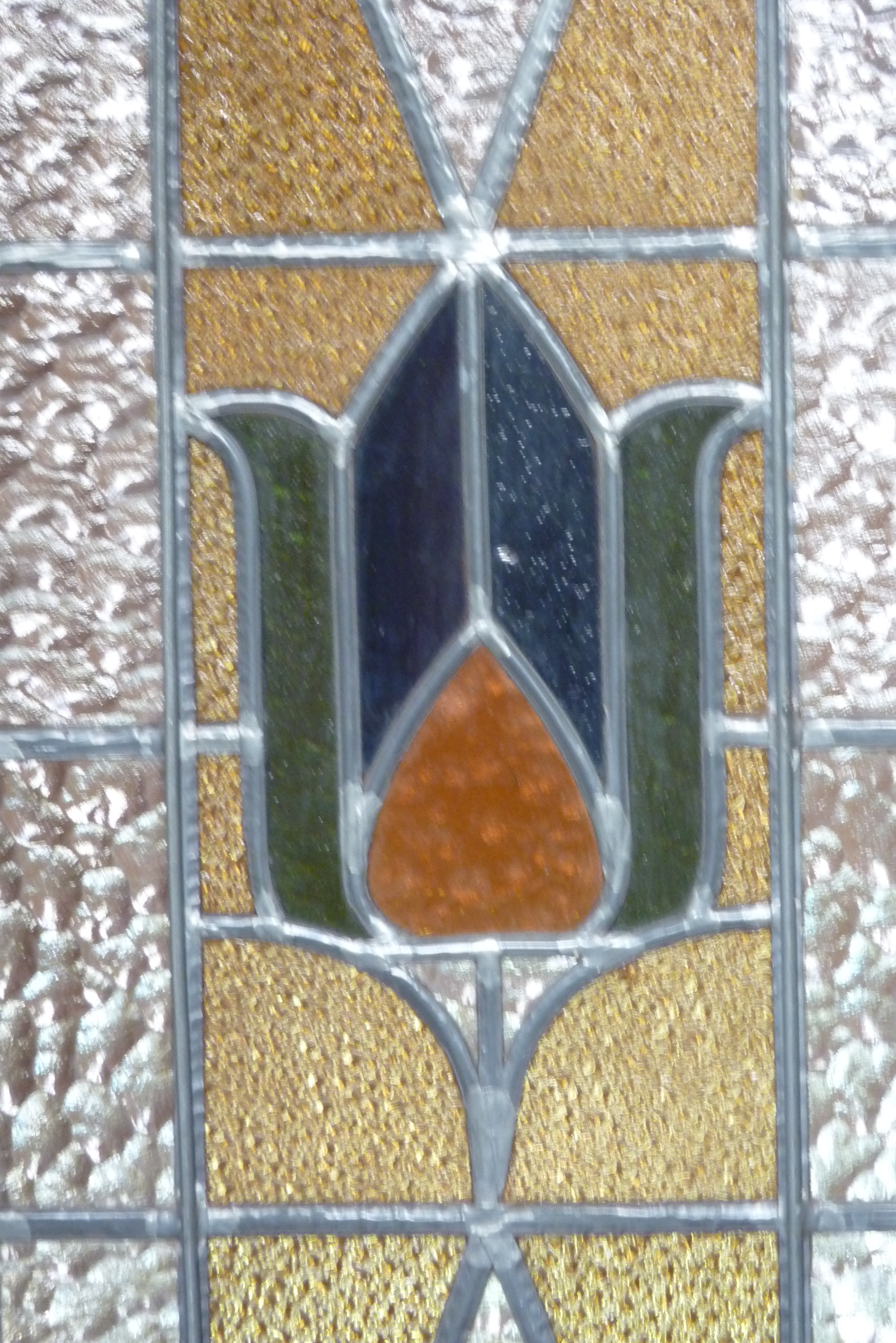
Detail eines Wohnungseingangs